# هوبول
هوبول (به مجاری:  Hobol) یک شهرداری در مجارستان است که در ناحیه سیگت‌وار واقع شده‌است. هوبول ۱۸٫۲۷ کیلومتر مربع مساحت و ۱٬۰۳۲ نفر جمعیت دارد.